# Barrage de Guangzhao
Le barrage de Guangzhao est un barrage de Chine, en province de Guizhou. Il est associé à une centrale hydroélectrique de 1 040 MW. Sa construction a permis de régulariser le cours de la rivière et d'irriguer des terres cultivables.

## Construction
La construction du barrage a débuté en mai 2003 et la rivière a été détournée en octobre 2004.
Le remplissage des réservoirs a commencé en 2007. Le barrage et la centrale électrique ont été mis en service en 2008. Le 28 juin 2010, un glissement de terrain dans la zone du barrage a tué 99 habitants. Les effets sismiques de la construction du réservoir sont mis en cause.

## Spécifications
Le barrage a une hauteur de 200,5 m et une largeur de 410 m. Il est composé de béton compacté au rouleau (BCR). Il contient également trois goulottes d'évacuation à sa surface. Chaque évacuateur de crues est contrôlé par une digue de grande largeur (20 mètres) et de grande hauteur (16 m). Ils ont une décharge maximale combinée de 9 857 m3. Le barrage contient également un ouvrage d'évacuation de fond pour drainer le réservoir, d'une capacité de décharge maximale de 799 m3
.